# Dalberg-Wendelstorf
Dalberg-Wendelstorf ist eine Gemeinde im Landkreis Nordwestmecklenburg in Mecklenburg-Vorpommern (Deutschland). Die Gemeinde wird vom Amt Lützow-Lübstorf mit Sitz in der Gemeinde Lützow verwaltet.

## Geografie
Die Gemeinde Dalberg-Wendelstorf liegt zwischen der Landeshauptstadt Schwerin und der Stadt Grevesmühlen im Tal der oberen Stepenitz. Die Umgebung besteht aus sanften Hügeln, die etwa 60 m ü. NN erreichen.
Umgeben wird Dalberg-Wendelstorf von den Nachbargemeinden Testorf-Steinfort im Norden, Alt Meteln im Osten, Cramonshagen im Süden sowie Mühlen Eichsen im Westen.
Zur Gemeinde gehören die Ortsteile Dalberg, Seefeld und Wendelstorf.

## Geschichte
Das Dorf Dalberg wurde bereits 1171 erstmals erwähnt und zählt damit zu den ältesten Dörfern Westmecklenburgs, Wendelstorfs Ersterwähnung erfolgte 1194 im Isfriedschen Teilungsvertrag. Die ansässigen Bauern hatten die Bede zunächst an das Bistum Schwerin zu errichten, ab dem 16. Jahrhundert ging man im Domanium zur Pacht über. 1669 hatte Dalberg 58 Einwohner. Gegen Ende des 17. Jahrhunderts wurden auch hier die Bauern leibeigen. 1958 schlossen sich die damaligen Kommunen Dalberg und Wendelstorf zur heutigen Gemeinde zusammen.

## Politik

### Wappen, Flagge, Dienstsiegel
Die Gemeinde verfügt über kein amtlich genehmigtes Hoheitszeichen, weder Wappen noch Flagge. Als Dienstsiegel wird das kleine Landessiegel mit dem Wappenbild des Landesteils Mecklenburg geführt. Es zeigt einen hersehenden Stierkopf mit abgerissenem Halsfell und Krone und der Umschrift „GEMEINDE DALBERG-WENDELSTORF • LANDKREIS NORDWESTMECKLENBURG“.

## Verkehrsanbindung
Die Nähe zu Schwerin (Entfernung 13 Kilometer) bietet gute Anschlüsse an die überregionalen Verkehrsnetze. Die Nachbargemeinde Mühlen Eichsen liegt an der Bundesstraße 208 von Wismar nach Gadebusch.

## Persönlichkeiten
- Joachim Friedrich von Halberstadt (1640–1692), magdeburgisch-kursächsischer Oberschenk und Amtshauptmann, Erbherr auf Wendelstorff, geboren und verstorben ebd.